# Aleksandra Ekster
Aleksandra Aleksandrovna Ekster, rođena kao Aleksandra Grigorovič, rus. Алекса́ндра Алекса́ндровна Эксте́р, ukr. Олекса́ндра Олекса́ндрівна Е́кстер (* Białystok, 18. siječnja 1882. - † Fontenay-aux-Roses blizu Pariza, 17. ožujka 1949.), rusko-ukrajinska i francuska slikarica i dizajnerica. 
Predavala je u umjetničkim školama. Bila je svestrana umjetnica, koja je živjela u Parizu od 1924. godine, dizajnirala je lutke, kostime i scenografije za kazalište, balet i film te ilustrirala velik broj knjiga. Na njezinu umjetnost utjecali su: suprematizam, kubizam i futurizam.
Rodila se u Białystoku, koji je tada bio dio Ruskoga Carstva, a danas je dio Poljske. Njezin otac Aleksandar Grigorovič bio je ugledan bjeloruski poduzetnik, a majka je bila Grkinja. Imala je odlično obrazovanje već u obiteljskom domu, pogotovo iz područja umjetnosti. Zvali su je odmilja Asja. Aleksandra Ekster studirala je u Kijevskoj umjetničkoj školi 1907. godine. Iste je godine izlagala s umjetničkom skupinom “Blaue Rose” u Moskvi i sudjelovala na drugim izložbama u Rusiji. Slijedila su redovita studijska putovanja u Pariz iz 1908. godine povezana s posjetima Akademiji de la Grande Chaumière i Rimu. Imala je kontakte s Picassom, Braqueom, Apollinaireom u Parizu i s Marcom Chagallom u umjetničkoj koloniji La Ruche. U Italiji je upoznala futuriste Ardenga Sofficia i Marinettija. Od 1909. vodila je studio u Parizu.
1912. preselila se u Sankt Peterburg, tadašnji Petrograd i sudjelovala na važnim izložbama ruske avangarde, poput „Dijamantskog Jacka” (1910.–'17). Do 1914. boravila je po želji u Kijevu, Moskvi, Parizu i Italiji. Početkom 1914. sudjelovala je na futurističkoj izložbi u Rimu, 1915. - '16. na izložbi Tramvaj V i 1921. na izložbi 5x5 = 25 u Moskvi.
Od 1916. do 1921. počela je raditi za kazalište s ansamblom Aleksandra Jakovljeviča Tairova. 1918. imala je svoj atelje u Kijevu iz kojeg su proizašli mnogi umjetnici i bavila se tekstilnim dizajnom. Na prvoj izložbi ruske umjetnosti u Berlinu 1922. godine prikazane su njezine slike kao i jedanaest skica kostima za Kamerno kazalište u Moskvi, šest skica ukrasa i model kazališnog ukrasa za “Romea i Juliju”. Od 1921. do 1922. predavala je na umjetničkoj školi WChUTEMAS u Moskvi.
1924. Ekster je emigrirala u Francusku. Prvo je živjela u Parizu, gdje je razvila nekoliko scenografija za balet i predavala od 1926. do 1930. u Academie d'Art Contemporain Fernanda Légera. Od 1928. do svoje smrti živjela je u Fontenay-aux-Rosesu. Uz rad u kazalištu, baletu i na filmu, imala je samostalne izložbe u Berlinu (1927.), Parizu (1929.) i Pragu (1937).
Formalno se njezino djelo razlikuje od rada ostalih umjetnica ruske i ukrajinske avangarde. Vanjska uporaba boja više podsjeća na Soniju Delaunay-Terk. Utjecaji suprematizma očigledni su kod nje, ali orijentirala se prema zapadu i manje ju je oblikovao ruski primitivizam nego europski art deco i simbolizam. Njen talent slikarice vidljiv je u knjigama koje je ilustrirala.

## Galerija
- "Tri ženske figure", 1909. ili 1910.
- Kubistički kostimi Salome
- Skica žene
- Dizajn posvećen Picassu 1917.
- Zastor Kamernoga teatra
- „Salome, dva saduceja”, 1926. ili prije
- Dizajn kostima boljara 1921.
- “Čamac i grad”, 1925.